# Archives de la Ville de Bruxelles
Les Archives de la Ville de Bruxelles, en tant que service administratif spécialement consacré à la conservation et à l'exploitation du fonds d'archives de Bruxelles a une origine récente qui ne remonte pas au-delà du XIXe siècle à l'époque du royaume uni des Pays-Bas.

## Liste des archivistes
- Balthasar Delsaux (1776-1858) : 1816 à 1841.
- Alphonse Wauters (1817-1898) : du 2 avril 1842 à 1898.
- Jean-Baptiste Van Malderghem (1844-1907) : du 6 juin 1898 à 1907.
- Guillaume Des Marez (1870-1931) : du 2 décembre 1907 à 1931.
- Charles Pergameni (1879-1959) : du 23 novembre 1931 au 31 décembre 1948.
- Mina Martens (1914-2009) : du 1er janvier 1949 à 1979.
- Arlette Smolar-Meynart (1938-2000) : du 1er mars 1979 à 3 février 1982.
- Léon Zylbergeld (1933-  ) du 1er avril 1983 (ff), 1er juin 1984 à 1991.
- Arlette Smolar-Meynart (1938-2000) : du 1er mars 1993 au 30 juin 2000.
- Anne Vandenbulcke : à partir de 2000.